# David Arnold
David Arnold, född 23 januari 1962 i Luton, är en brittisk filmmusikkompositör.
Arnold har bland annat gjort musiken till Independence Day, för vilken han vann en Grammy, och Godzilla. Han är dock mest känd för sin insats i Bondfilmerna Tomorrow Never Dies (1997), Världen räcker inte till (1999), Die Another Day (2002), Casino Royale (2006) och Quantum of Solace (2008).

## Filmografi (urval)
- 1994 – Stargate
- 1996 – Independence Day
- 1997 – A Life Less Ordinary
- 1997 – Tomorrow Never Dies
- 1998 – Godzilla
- 1999 – Världen räcker inte till
- 2000 – Shaft
- 2001 – Zoolander
- 2002 – Changing Lanes
- 2002 – En kvinnas hämnd
- 2002 – Die Another Day
- 2003 – 2 Fast 2 Furious
- 2003–2006 – Little Britain (TV-serie)
- 2004 – The Stepford Wives
- 2005 – Four Brothers
- 2005 – Stoned
- 2006 – Casino Royale
- 2007 – Hot Fuzz
- 2008 – Hopplös och hatad av alla
- 2008 – Quantum of Solace
- 2010 – Goldeneye 007 (dataspel)
- 2010–2014 – Sherlock (TV-serie)
- 2010 – Berättelsen om Narnia: Kung Caspian och skeppet Gryningen
- 2011 – Paul